# Yushi Hasegawa
Yushi Hasegawa (長谷川 雄志 Hasegawa Yushi?, Kagoshima, 6 de diciembre de 1996) es un futbolista japonés que juega como centrocampista en el A. C. Nagano Parceiro.

## Trayectoria
En 2019 se unió al Oita Trinita de la J1 League.

## Clubes
| Club                      | País  | Año       |
| ------------------------- | ----- | --------- |
| Oita Trinita              | Japón | 2019-2021 |
| Tokushima Vortis          | Japón | 2022-2024 |
| S. C. Sagamihara (cedido) | Japón | 2024      |
| A. C. Nagano Parceiro     | Japón | 2025-     |